# Stanisław Węgrzyn (scenograf)
Stanisław Węgrzyn (ur. 23 marca 1899 w Krakowie, zm. 17 lipca 1973 w Łodzi) – polski malarz i scenograf teatralny. 

## Życiorys
Pochodził z rodziny o teatralnych korzeniach. Jego ojciec Maksymilian był uznanym aktorem i reżyserem teatralnym, a matka Faustyna z Krysińskich aktorką. Stryj Józef był znanym amantem kina międzywojennego, ale też wybitnym aktorem teatralnym. Brat stryjeczny Mieczysław, obiecujący aktor, został zamordowany w Oświęcimu.
Stanisław uczęszczał do gimnazjum w Krakowie. Uczył się tam też rysunku. Następnie studiował chemię w Kijowie, nadal kształcąc się w malarstwie pod kierunkiem Konrada Krzyżanowskiego. W czasie I wojny światowej służył w korpusie gen. Józefa Dowbor-Muśnickiego w Bobrujsku. 
Po wojnie studiował architekturę na Politechnice Warszawskiej. Pracował wówczas w malarni Teatru Wielkiego pod kierunkiem Wincentego Drabika. W 1922 malował dekoracje dla Teatru Stańczyk. W sezonie 1923/24 był samodzielnym dekoratorem w Teatrze Miejskim w Lublinie. Później pracował kolejno w Teatrze Bagatela w Krakowie (1924/25), w Teatrach Miejskich we Lwowie (1925/26), a w latach 1926–28 w Teatrze Miejskim w Bydgoszczy. W 1929 projektował dekoracje dla teatrów Ateneum w Warszawie i Polskiego w Katowicach. Następnie wyjechał do Paryża, gdzie współpracował dorywczo z teatrem emigrantów rosyjskich. Po powrocie do kraju był dekoratorem w Teatrze Polskim w Poznaniu (1930–32), gdzie wystąpił też podobno jako aktor w roli Prałata w sztuce Proboszcz wśród bogaczy. W latach 1932–34 pracował w Teatrze Polskim w Katowicach, następnie w sezonie 1935/36 w Teatrze Podolsko-Pokuckim w Stanisławowie, w sezonie 1936/37 w Teatrach Miejskich w Łodzi, w sezonie 1937/38 w Teatrze Miejskim w Częstochowie, a następnie ponownie w Stanisławowie. 
Po wybuchu II wojny światowej przedostał się (przez Rumunię i Jugosławię) do Anglii, gdzie m.in. projektował scenografię do przedstawień baletowych. Od 1946 przebywał w Brazylii, następnie w Argentynie, gdzie współpracował z przemysłem filmowym. Po powrocie do Polski aż do przejścia na emeryturę był stałym scenografem Teatru Ziemi Łódzkiej (1957–1970). Współpracował też dorywczo z innymi teatrami, m.in. z Teatrem im. Bogusławskiego w Kaliszu.
Był scenografem o raczej tradycyjnych upodobaniach. Sam powiedział w wywiadzie: 

Nie przemawiają do mnie różne rurkowo-drucikowe efekty pseudomodernistycznej scenografii. Bliższy mi jest realizm.

| Zdjęcia ze spektaklu Wesele Fonsia w Teatrze Miejskim w Bydgoszczy (1927) ze scenografią Stanisława Węgrzyna |  |
| |  |